# Johnny Sibilly
Johnny Sibilly (5 de septiembre de 1987) es un actor y productor estadounidense. Su trabajo incluye papeles en Pose, The Deuce, Hacks y la nueva versión de Queer as Folk en Peacock.

## Biografía
Sibilly creció en una familia militar con varios destinos, por lo que vivió en Alemania, Texas y Miami . Desde pequeño supo que quería ser actor.

### Carrera profesional
En 2018, Sibilly comenzó un papel recurrente en Pose de FX. Hizo una audición para el programa tres veces antes de ser elegido.
En diciembre de 2020, Sibilly comenzó a presentar una serie para Logo TV llamada Logo Live, un resumen de las principales historias del día con invitados famosos. En febrero de 2021, fue anunciado como estrella invitada recurrente en el programa Hacks de HBO. En septiembre de 2021, Sibilly fue anunciado como uno de los cinco miembros del elenco de la nueva versión de Queer as Folk en Peacock.

## Vida personal
Sibilly es un hombre queer, activista y defensor de los derechos latinos y LGBTQ+. Es de ascendencia cubana y dominicana.

## Filmografía

### Películas
| Año  | Título            | Role        |
| ---- | ----------------- | ----------- |
| 2015 | When I'm with You | Dancing Guy |
| 2015 | The Closer        | Bobby       |
| 2019 | Vanilla           | Fernando    |

### Televisión
| Año       | Título                            | Rol                  | Notas                                                           |
| --------- | --------------------------------- | -------------------- | --------------------------------------------------------------- |
| 2013      | Deadly Affairs                    | Asistente del spa    | Capítulo: "Women on Top"                                        |
| 2013      | Celebrity Ghost Stories           | Joven Nick Turturro  | Capítulo: "Andy Dick/Justin Henry/Nick Turturro/Betsey Johnson" |
| 2014      | Law & Order: Special Victims Unit | Drag Queen           | Capítulo: "Chicago Crossover"                                   |
| 2014      | My Crazy Love                     | Dave                 | Capítulo: "Wali and Katie"                                      |
| 2014      | Deadly Sins                       | Detective Graham     | Capítulo: "Rotten to the Core"                                  |
| 2015      | Eye Candy                         | Detective            | Capítulo: "IRL"                                                 |
| 2015      | Power                             | Clerk                | Capítulo: "Like We're Any Other Couple"                         |
| 2015      | Over My Dead Body                 | Johnny Acevedo / EMT | 2 capítulos                                                     |
| 2017      | The Deuce                         | Aaron                | Capítulo: "The Principle Is All"                                |
| 2018–2019 | Pose                              | Costas               | 3 capítulos                                                     |
| 2019      | Matt and Dan                      | Julissa              | Capítulo: "Cookie Girl"                                         |
| 2019      | Liza on Demand                    | Shane                | Capítulo: "New Year's Eve: Part 2"                              |
| 2021-2022 | Hacks                             | Wilson               | 7 capítulos                                                     |
| 2022      | Queer as Folk                     | Noah Hernandez       | 8 capítulos                                                     |